# Ars subtilior
Ars subtilior (art més subtil) és un estil musical que es caracteritza per la complexitat rítmica i la notació, centrat a París, Avinyó, al sud de França, també al nord de la península ibèrica a finals del segle xiv. L'estil es troba també en el francès. repertori xipriota sovint el terme s'utilitza en contrast amb l'ars nova, que s'aplica a l'estil musical del període precedent d'uns 1310 fins al voltant de 1370, encara que alguns estudiosos prefereixen considerar els ars Subtilior una subcategoria de l'estil anterior. Les fonts primàries per l'ars subtilior són el Codex de Chantilly, el Codex de Mòdena (Mod AM 5.24), i el Manuscrit de Torí (Torino J.II.9). Un dels representants d'aquest estil fou Baude Cordier.